# Liste der Kulturdenkmäler in Kleinfischlingen
In der Liste der Kulturdenkmäler in Kleinfischlingen sind alle Kulturdenkmäler der rheinland-pfälzischen Ortsgemeinde Kleinfischlingen aufgeführt. Grundlage ist die Denkmalliste des Landes Rheinland-Pfalz (Stand: 14. August 2023).

## Einzeldenkmäler
| Bezeichnung                            | Lage                        | Baujahr                            | Beschreibung | Bild                           |
| -------------------------------------- | --------------------------- | ---------------------------------- | --- | ------------------------------ |
| Hofanlage                              | Hauptstraße 10 Lage         | zweite Hälfte des 18. Jahrhunderts | Dreiseithof; Fachwerkhaus, teilweise massiv, zweite Hälfte des 18. Jahrhunderts, Hoftor mit Nebenpforte bezeichnet 1800 (Bild)                         | weitere Bilder Fotos hochladen |
| Wohnhaus                               | Hauptstraße 26 Lage         | 18. Jahrhundert                    | barockes Fachwerkhaus, teilweise massiv, 18. Jahrhundert; bezeichnet 1731 (Bild)                                                                       | weitere Bilder Fotos hochladen |
| Katholische Kirche St. Simon und Judas | Hauptstraße 37 Lage         | 1770                               | spätbarocker Saalbau, 1770 | weitere Bilder Fotos hochladen |
| Hofanlage                              | Poststraße 2 Lage           | Anfang des 18. Jahrhunderts        | Dreiseithof; eingeschossiges Fachwerkhaus, teilweise massiv, Anfang des 18. Jahrhunderts                                                               | Fotos hochladen                |
| Brunnen                                | Poststraße, bei Nr. 12 Lage | 19. Jahrhundert                    | Schöpfbrunnen, wohl aus dem 19. Jahrhundert | Fotos hochladen                |
| Altes Schulhaus                        | Schulstraße 1 Lage          | 1835                               | klassizistischer Walmdachbau (Bild), bezeichnet 1835; Wappenstein (Bild), 16. Jahrhundert                                                              | weitere Bilder Fotos hochladen |
| Schulhaus                              | Schulstraße 3 Lage          | 1835                               | ehemalige Schule, heute Dorfgemeinschaftshaus; eingeschossiger klassizistischer Walmdachbau, bezeichnet 1835                                           | Fotos hochladen                |
| Protestantische Pfarrkirche            | Schulstraße 4 Lage          | ab 1400                            | ehemals St. Margaretha; gotischer ehemaliger Chorturm, um 1400, Glockengeschoss und Kuppelhelm (Bild) aus dem 18. Jahrhundert, spätbarocker Saal, 1774 | weitere Bilder Fotos hochladen |
| Protestantischer Pfarrhof              | Schulstraße 6 Lage          | 18. Jahrhundert                    | ehemaliger protestantischer Pfarrhof, 18. Jahrhundert; barocker Walmdachbau, bezeichnet 1748, Fachwerkscheune, Krüppelwalmdach                         | Fotos hochladen                |